# Irmaos sechellarum
Irmaos sechellarum är en kräftdjursart som beskrevs av Franco Ferrara och Stefano Taiti1983. Irmaos sechellarum ingår i släktet Irmaos och familjen Irmaosidae. Inga underarter finns listade i Catalogue of Life.